# Taraxacum tenellisquameum
Taraxacum tenellisquameum — вид рослин з родини айстрових (Asteraceae), поширений у північній і східній Європі.

## Поширення
Поширений у північній і східній Європі: Швеція, Фінляндія, Білорусь, Молдова, Україна, європейська Росія.